# Lepiota brunneolilacea
Lepiota brunneolilacea är en svampart som beskrevs av Bon & Boiffard 1972. Lepiota brunneolilacea ingår i släktet Lepiota och familjen Agaricaceae.   Inga underarter finns listade i Catalogue of Life.